# Тимарёв, Александр Данилович
Александр Данилович Тимарёв (1905 — 11.06.1982, Рига) — советский государственный деятель.
Уроженец деревни Шахово Дугнинского района Тульской области, из крестьян.
Окончил сельскую школу (1917), Каровскую семилетнюю школу (1923), обучался в Каровском педтехникуме, с 3-го курса (1926) перевёлся во 2-й Московский гос. университет на общественно-экономическое отделение педагогического факультета, который окончил в 1930 г.
Член ВЛКСМ (1924–1931), член ВКП(б) с декабря 1931.
Работал в Ставрополе зав. учебной частью и преподавателем (1930–1931), директором (1931–1932) животноводческого техникума, агропедагогического комбината (1932).
В октябре 1932 г. переведён в Калугу: зав. учебной частью зооветеренарного техникума, с июня 1933 по ноябрь 1940 – начальник техникума НКПС, с ноября 1940 по  февраль 1943 – председатель Калужского горисполкома (в октябре – декабре 1941 в эвакуации в Туле). С февраля 1943 до июля 1944 заместитель председателя Тульского облисполкома, с 5 июля 1944 г. заместитель председателя Калужского облисполкома.
В 1945—1957 первый заместитель председателя Рижского горисполкома. С апреля 1957 г. заместитель министра строительства Латвийской ССР, с сентября 1962 ст. инспектор отдела кадров латвийской республиканской
конторы Госбанка СССР.
С июля 1973 г. на пенсии.
Награждён орденом Трудового Красного Знамени, т ремя медалями, четырьмя Почётными грамотами Президиума ВС Латвийской ССР.